# Dominion Lake
Dominion Lake är en sjö i Kanada.   Den ligger i provinsen Newfoundland och Labrador, i den östra delen av landet, 1 300 km nordost om huvudstaden Ottawa. Dominion Lake ligger 388 meter över havet. Arean är 0,16 kvadratkilometer. Den sträcker sig 0,7 kilometer i nord-sydlig riktning, och 0,8 kilometer i öst-västlig riktning.